# Легенде и баладе — Мехмед Паша Соколовић
„Легенде и баладе — Мехмед Паша Соколовић” је југословенски музички ТВ филм из 1975. године. Режирао га је Мило Ђукановић а сценарио је написао Гојко Ђого.

## Улоге
| Глумац         | Улога   |
| -------------- | ------- |
| Адем Чејван    | наратор |
| Химзо Половина | Певач   |